# José Antonio Paraíso
José Antonio Paraíso, né le 20 avril 1971 à Torrejón de Ardoz, en Espagne, est un ancien joueur espagnol de basket-ball. Il évolue au poste d'ailier fort.

## Palmarès
- Finaliste du championnat d'Europe 1999
- 3e du championnat d'Europe 2001
- Vainqueur de la coupe ULEB 2002-2003 (Valence)